# 宁江区
寧江區是吉林省松原市下辖的一个市辖区。區政府駐天河東街200號。
1991年前名為扶余县，隶属松原市。

## 人口
截至2020年11月，寧江區常住人口619364人。 2019年，寧江區總人口562443人，其中鄉鎮人口229873人，城區人口332570人。總人口中女性283759人。出生人口2010人，出生率4.09%。死亡人口681人，死亡率1.38%。自然增長人口1329人，人口自然增長率2.7%。

## 资源
区内矿产资源品种多，储量大，品位高。主要有石油、天然气、油母页岩、硅砂、耐火土、硝等。石油储量1.3亿吨，天燃气储量10亿立方米，油母页岩达100万立方米，硅砂土2亿吨，高领土储量2000万吨，碱储量140万吨。

## 行政区划
宁江区下辖17个街道办事处、4个镇、3个乡：
团结街道、文化街道、民主街道、临江街道、新区街道、前进街道、和平街道、工农街道、沿江街道、铁西街道、繁荣街道、建设街道、石化街道、伯都讷街道、长宁街道、镜湖街道、滨江街道、大洼镇、善友镇、毛都站镇、哈达山镇、新城乡、伯都乡、兴原乡和吉林省扶余华侨农场。